# Галухин, Иван Сергеевич
Иван Сергеевич Галухин (22 июня 1979, Ленинград) — российский футболист, полузащитник.

## Карьера
Воспитанник петербуржской спортшколы «Спорт». В 18 лет переехал в Белоруссию, где несколько лет провел в командах Высшей лиги «Торпедо» (Минск) и «Торпедо-Кадино». После возвращения в Россию играл за ряд петербургских любительских команд. В 2003 году он провел шесть игр в Первом дивизионе за местное «Динамо». Во Втором дивизионе хавбек выступал за БСК и нижегородскую «Волгу».

## Тренерская деятельность
В 2011 году окончил Национальный государственный университет физической культуры, спорта и здоровья имени П. Ф. Лесгафта. С 2007 года стал работать тренером в спортшколе «Коломяги». Его воспитанники неоднократно становились призёрами города и МРО Северо-Запад по футболу.